# NGC 7438
NGC 7438 – grupa gwiazd znajdująca się w gwiazdozbiorze Jaszczurki i Kasjopei, być może jest to gromada otwarta. Odkrył ją John Herschel 8 listopada 1831 roku. Grupa ta znajduje się w odległości ok. 3,2 tys. lat świetlnych od Słońca.